# 카라마니코테르메
카라마니코테르메(이탈리아어: Caramanico Terme)는 이탈리아 아브루초주 페스카라도에 위치한 코무네다.

## 역사
도시의 이름은 바위를 의미하는 카라(Cara) 또는 중세시대 후기에 랑고바르드족이 세운 arimannia에서 유래하였다. 테르메(Terme)라는 이름은 1960년대에 여기 근처에서 온천이 생기게 되면서 붙게 되었다.
이 지역에 인간이 거주했던 기록은 랑고바르드 시대 이후이다. 14-15세기에 다퀴노(D'Aquino) 가문의 지배를 받게되면서 눈에 띄는 발전을 이뤘으며, 이 기간에 많은 중요한 기념물들이 건설되었다.
1706년에 근처에서 지진이 발생하여 마을이 파괴되었다.